# Бистрово
Бистро́во (рос. Быстрово, удм. Итэш починка) — присілок в Малопургинському районі Удмуртії, Росія.
Урбаноніми:
- вулиці — Зарічна, Теплякова, Центральна
- провулки — Польовий

## Населення
Населення — 106 осіб (2010; 107 в 2002).
Національний склад станом на 2002 рік:
- удмурти — 97 %

## Відомі люди
В присілку народився Герой Радянського Союзу Тепляков А. Г.. На його честь була названа одна з вулиць присілка, у сусідньому селі Стара Монья знаходиться пам'ятник і названа школа його іменем.